# Javier Zanetti
Pour les articles homonymes, voir Zanetti.
Javier Zanetti, né le 10 août 1973 à Buenos Aires en Argentine, est un footballeur international argentin ayant évolué aux postes de défenseur et milieu de terrain, principalement à l'Inter Milan. 
Sous contrat avec l'Inter Milan dès 1995 et capitaine emblématique de l'équipe à partir de 1999, Zanetti est sacré champion de Serie A durant cinq saisons d'affilée, de 2006 à 2010. Le 22 mai 2010, à l'occasion de son 700e match joué avec l'Inter, il remporte la Ligue des champions de l'UEFA, un trophée européen qui s'ajoute à sa victoire en Coupe de l'UEFA 1997-1998. Le 20 septembre 2011, il dépasse le record de Giuseppe Bergomi en disputant son 757e match officiel toutes compétitions confondues avec le club lombard.
Reconnu pour sa régularité exceptionnelle et sa longévité, il joue le 1 100e match officiel de sa carrière professionnelle le 21 avril 2013 contre Parme AC.
En 2004, Il est listé parmi les 125 meilleurs joueurs mondiaux encore en activité, dans le classement FIFA 100 établi conjointement par la Fifa et Pelé.

## Biographie

### Enfance
Javier Adelmar Zanetti, dit « Pupi », naît le 10 août 1973 à Buenos Aires en Argentine, et passe une enfance relativement tranquille dans le quartier de Dock Sud, au sud de la capitale argentine, aux côtés de son père et de sa mère, Rodolfo Ignacio et Violeta Bonazzola. Il est le frère cadet de Sergio, qui devient également footballeur par la suite. Adelmar, son deuxième prénom, lui est donné par ses parents en référence au médecin qui lui a sauvé la vie dans son enfance lorsqu'il a été atteint de problèmes respiratoires. Son grand-père paternel est originaire du Frioul, ce qui explique la consonance italienne de son nom de famille.
Javier se prend rapidement de passion pour le football et commence dès son plus jeune âge à y jouer sur les terrains de son quartier, tout en allant à l’école. Frêle de corpulence, il développe sa croissance et sa masse musculaire en aidant son père, maçon de profession, sur les chantiers.

### Débuts professionnels en Argentine (1992-1995)
Il commence sa carrière professionnelle de footballeur en janvier 1992 à l’âge de 19 ans au CA Talleres de Remedios de Escalada, club de division 2 argentine.
Pendant l’été 1993, il est transféré au CA Banfield, qui évolue à l'époque 1re division argentine. Il joue son premier match de championnat pour Banfield face à River Plate (0-0) le 12 septembre. En peu de temps, il devient un titulaire indiscutable et est l’une des révélations du championnat argentin 1993/1994. Il dispute lors cette saison 37 matchs et inscrit également son premier but le 29 septembre 1993 face à Newell's Old Boys. Il est sélectionné en équipe nationale pour la première fois le 16 novembre 1994 face au Chili, à 21 ans.
En deux saisons au CA Banfield, il joue 66 matchs et inscrit 4 buts dans le championnat d’Argentine.

### Inter Milan (1995-2014)

#### Titulaire d'entrée (1995-1999)
"Quand je suis arrivé sur le balcon, les fans n’en croyaient pas leurs yeux. Je venais juste de passer au milieu d’eux, et ils n’avaient aucune idée de qui j’étais. Pas même le vigile à la porte."
À 22 ans, il est la première recrue du jeune président Massimo Moratti, en même temps que Sebastian Rambert. Acheté pour trois millions de dollars et inconnu du grand public, il se présente devant la presse avec un sac en plastique de supermarché contenant une paire de chaussures.
La carrière de Javier Zanetti avec l'Inter Milan est vaste, très riche et s'étend sur deux décennies successives, de 1995 jusqu'à 2014, soit un total de 19 années à jouer au plus haut niveau en tant que titulaire.
"Quand j’ai signé mon contrat, ils m’ont fait choisir une voiture. J’ai choisi une BMW, mais la veille de mon premier entraînement, je me suis senti tout bizarre. Alors j’ai appelé (le capitaine de l’Inter) Giuseppe Bergomi et je lui ai demandé si ça se faisait de venir en BMW. Je ne voulais pas adresser un faux message à mes coéquipiers. Mais quand je suis arrivé, je me suis rendu compte que ma voiture était la plus moche de tout le parking, et je me suis senti beaucoup mieux.".
Il débute avec son nouveau club lors de la première journée du Calcio le 27 août 1995 face à Vicence et il s'impose rapidement en tant que titulaire au milieu du terrain, ne manquant finalement que deux matchs de Série A au cours de sa première saison. Il inscrit son premier but face à l’équipe de Cremonese. 
Dès sa première année, Zanetti fait déjà l'unanimité par sa combativité, son audace, son fair-play et son aisance balle au pied. Il ne quitte dès lors plus son côté droit, d’abord en tant que milieu de terrain puis en tant qu'arrière droit. Sa polyvalence devient indiscutable et très appréciée. Les supporteurs de l'Inter le surnomment rapidement "Il Trattore" (le Tracteur).

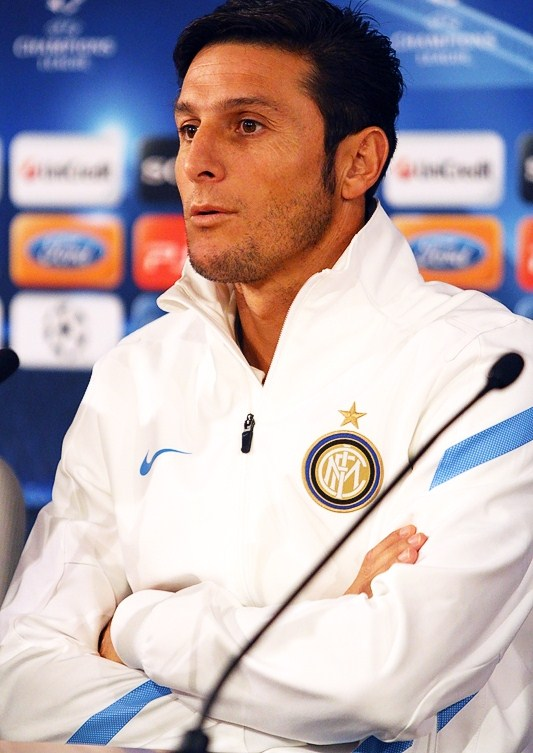

En 1996-1997, Zanetti participe à sa première compétition européenne avec l'Inter, la Coupe de l'UEFA. Les Nerazzurri iront jusqu'en finale, où ils perdront contre Schalke 04 (1-1 sur l'ensemble des deux matchs, 4-1 aux tirs au but), dans leur antre de Giuseppe-Meazza. Moment d'autant plus difficile pour Il Trattore que Roy Hodgson l'avait remplacé à l'issue des prolongations par Nicola Berti, en vue des tirs au but, provoquant sa colère… 
Mais Zanetti prendra sa revanche dès l'année suivante. En 1998, au Parc des Princes, l'Inter remporte la Coupe de l'UEFA face à la Lazio Rome. Aux côtés de Ronaldo, de Youri Djorkaeff et de Diego Simeone notamment, Zanetti y inscrit le deuxième but dans ce match remporté 3-0, d'une frappe de l'extérieur du pied droit à l'entrée de la surface, l'un des plus beaux de sa carrière, et gagne ainsi son premier trophée avec l'Inter, trois ans après son arrivée.
Cette soirée vient effacer la déception de la défaite en finale de la saison précédente. Le temps de ces deux années où l'Inter brille sur la scène européenne, l'Europe du football découvre en Javier Zanetti un joueur qui se distingue des autres par son talent, son élégance, sa classe et son charisme.
Cette année 1998 est riche en rebondissement pour le joueur argentin. En effet, l'Inter a perdu de peu le championnat face à la Juventus (dans des circonstances litigieuses qui feront dire à l’entraîneur d'alors, Luigi Simoni, que le Scudetto fut volé à l'Inter) et, à l'issue de la saison, il participe à sa première Coupe du monde.
Le 13 mars 1999, il inscrit son unique but dans un derby milanais, en marquant à un quart d'heure de la fin du match, offrant ainsi le point du match nul à son équipe (2-2). Cette saison là, il participe à sa première Ligue des champions, que l'Inter quitte en 1/4 de finale contre le futur vainqueur, Manchester United (2-0/1-1).

#### Capitaine (1999-2005)
À l'issue de la saison 1998-1999, Giuseppe Bergomi arrête sa carrière et Javier Zanetti devient à 26 ans le capitaine de l'équipe, le 29 août 1999 contre le Hellas Vérone (3-0). Il Trattore devient alors Il Capitano.
La suite est plus difficile pour le club lombard, qui connaît une crise de résultats à la fin des années 1990 et au début des années 2000. En effet l'Inter de Zanetti n'a encore jamais remporté de titre sur le plan national, barré par les dominations de la Juventus Turin, de l'AC Milan et des deux clubs de Rome. Symbole de ces années noires interistes, l'humiliation subie à domicile dans le Derby de la Madonnina (0-6), le 11 mai 2001. Mais si les joueurs et les entraîneurs défilent au sein de l'équipe, Zanetti, lui, est l'un des seuls à rester indiscutable, replacé durablement en tant qu'arrière droit par Hector Cuper.
Le 5 mai 2002, Zanetti vit l'une des plus grosses désillusions de sa carrière, quand lui et ses partenaires perdent invraisemblablement le titre de champion de Série A à la dernière journée, lors d'un match contre la Lazio Rome (4-2, après avoir mené 2-1), au profit de la Juventus Turin. Cette année-là, l'Inter perd aussi en 1/2 finale de la Coupe UEFA, alors qu'ils partaient nettement favoris face au Feyenoord Rotterdam, qui finira par remporter le trophée.
La saison suivante, il atteint pour la première fois de sa carrière les 1/2 finales de la Ligue des champions, où l'Inter est sortie par son rival milanais (0-0/1-1), futur vainqueur. Puis en 2003-2004, le club est éliminé dès la phase de poules mais est reversé en Coupe de l'UEFA, où il est éliminé en 1/4 de finale par l'Olympique de Marseille (1-0/1-0).

#### Titres et records (2005-2011)
En 2005, Zanetti et l'Inter, désormais entraînés par Roberto Mancini, mettent un terme à seize années sans titre dans son pays en gagnant la Coupe d'Italie contre l'AS Rome (3-0 en cumulé), pour la première fois depuis 1982. En Europe, l'Inter est encore battue par le Milan AC, cette fois-ci en 1/4 de finale (2-0/3-0 sur tapis vert).
Lors de la saison 2005-2006, après une première victoire en Supercoupe d'Italie, Zanetti va connaître l'apothéose. 11 ans après son arrivée et après de nombreux échecs successifs, le polyvalent joueur argentin remporte enfin le championnat de Serie A, grâce au déclassement de la Juventus Turin et de l'AC Milan, impliqués dans l'affaire des matchs truqués dite du "Calciopoli". L'Inter remporte également la Coupe d'Italie, pour la deuxième année consécutive, encore face à l'AS Roma (4-2 en cumulé). Il est notamment décisif lors du match retour en délivrant une passe décisive pour Esteban Cambiasso sur l'ouverture du score de l'Inter. Mais en Ligue des champions, le club est de nouveau éliminé en 1/4 de finale, par les Espagnols de Villarreal (2-1/0-1).
Il s'ensuit alors une domination sur le terrain du club en tête du classement pendant cinq saisons d'affilée, où Javier Zanetti, très strict sur sa condition physique et son hygiène de vie, joue toujours une cinquantaine de matchs, toutes compétitions confondues, chaque année. Pupi est d'ailleurs repositionné arrière gauche, à la suite de l'arrivée à droite du brésilien Douglas Maicon.
En 2006-2007, l'Inter, renforcée par les arrivées en provenance de la Juventus Turin, reléguée en Série B, de Zlatan Ibrahimović et de Patrick Vieira, s'adjuge la Supercoupe au terme d'un match magnifique contre l'AS Roma (4-3 après prolongations après avoir été menée 3-0) puis survole le championnat. L'Inter totalise le total record de 97 points, soit vingt-deux d'avances sur son dauphin, l'AS Roma, inscrit 80 buts et obtient trente victoires pour une seule défaite. À cela s'ajoute une série de 17 victoires consécutives et un total de 15 victoires à l'extérieur (dont 11 d'affilée), deux records de plus. Cette Inter-là est d'ailleurs surnommée L'Inter des records. Il s'agit du 15e titre de l'histoire de l'Internazionale, le deuxième consécutif mais le premier sur le terrain depuis 1989. Cerise sur le gâteau, les deux victoires sur le Milan AC (3-4 puis 2-1). Mais le club ne signe cette fois-ci par le doublé, s'inclinant en finale de la Coupe contre la Roma, en perdant 6-2 le match aller à Rome.

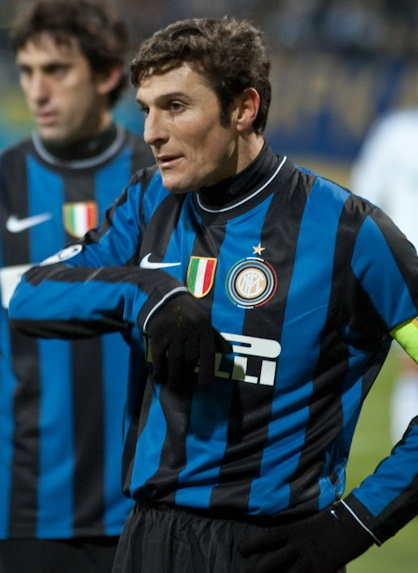
Zanetti avec l'Inter Milan lors de la saison 2009-2010.

La saison suivante, l'Inter l'emporte plus difficilement, avec seulement trois points d'avance sur l'AS Roma (85 contre 82), contre qui elle perdra à nouveau en finale de la Coupe, 2-1. Zanetti se montrera décisif en inscrivant un but très important face aux romains en championnat (1-1) en égalisant à quelques minutes de la fin du match. Malgré ces excellents résultats sur la scène domestique, l'Inter se montre incapable de briller sur la scène européenne, en étant éliminée deux fois d'affilée au stade des 1/8e de finale de la C1, ce qui coûtera son poste à Roberto Mancini.
À partir de 2008, l'Inter est donc coachée par le Special One José Mourinho, dans le but de remporter enfin la Ligue des champions. L'Inter remporte la Supercoupe et en championnat, elle devance de dix points ses deux rivaux historiques, la Juventus Turin et l'AC Milan. Mais en Europe, les Nerazzurri chutent pour la troisième année consécutive en 1/8e de finale.
En 2009-2010, Javier Zanetti vit la plus grande saison de sa carrière, celle du Triplete (triplé). Il remporte le championnat de Série A pour la cinquième année consécutive, avec deux points d'avance sur l'AS Roma, que l'Inter ne dépasse qu'à trois journées de la fin, avant de la dominer à nouveau en finale de la Coupe (1-0). Petit bonus, les deux victoires nettes et sans bavures dans le Derby de la Madonnina (4-0 et 2-0). Mais surtout, Il Capitano réalise enfin son rêve de remporter la Ligue des Champions de l'UEFA.

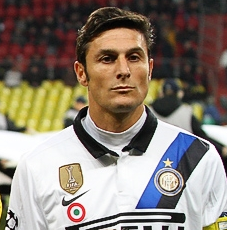
Zanetti en 2011.

les Nerazzurri maîtrisent totalement leur sujet en éliminant au passage les deux favoris de la compétition, les Anglais de Chelsea en 1/8e (2-1/1-0) et les tenants du titre barcelonais de Lionel Messi en 1/2 (3-1/0-1). Et, pour son 700e match avec l'Inter, il soulève à 36 ans le plus prestigieux trophée de sa carrière, la Ligue des Champions de l'UEFA, lors d'une finale gagnée 2-0 face au Bayern Munich, sur un doublé de Diego Milito. L'Inter n'avait plus gagné cette compétition depuis 1965. Zanetti joue les 13 matchs dans cette édition du tournoi avec toujours la même application, la même condition physique, la même justesse de placement ou encore la même combativité qu'à ses débuts. Le même style également : maillot rentré dans le short et même coiffure.
Enfin, c'est la première fois dans l'histoire qu'un club italien réussit ce triplé.
Pour clore cette année de succès, il remporte une 4e (la Supercoupe d'Italie) puis une 5e compétition, un trophée inédit dans l'histoire de l'Inter, la Coupe du monde de football des clubs contre le TP Mazembe (3-0), en y inscrivant au passage un but en demi-finale contre Seongnam Ilhwa Chunma (3-0). Entre-temps il marque un but en Ligue des champions contre Tottenham Hotspur le 2020 octobre 2010. Il participe ainsi à la victoire de son équipe (4-3 score final).
Le 19 janvier 2011, il entre dans l'histoire de l'Inter Milan en disputant contre le AC Cesena son 520e match de Série A, dépassant Giuseppe Bergomi au nombre de matchs de championnat joués sous le maillot du club lombard. La même année, il entre dans le cercle très fermé des joueurs à 1000 matchs professionnels en carrière, atteignant cette barre symbolique le 11 mai 2011 en 1/2 finale retour de la Coupe d'Italie contre l'AS Roma.
À l'issue de cette saison 2010/2011, l'Inter perd le Scudetto qu'il détenait depuis 2006, en terminant deuxième derrière l'AC Milan, ainsi que la Ligue des Champions, en étant sèchement battue par les Allemands de Schalke 04 en 1/4 de finale, avec notamment une lourde défaite 5-2 au Stade Giuseppe-Meazza au match aller. Mais Zanetti se console en remportant la finale de la Coupe d'Italie, le dimanche 29 mai 2011 face à Palerme (3-1), la quatrième de sa carrière, à l'occasion de son 1003e match officiel toutes compétitions confondues.
Le 20 septembre 2011, il assoit son statut de légende vivante du club en jouant son 757e match avec l'Inter toutes compétitions confondues, détrônant définitivement Giuseppe Bergomi.

#### Fin sur des saisons difficiles (2011-2014)
Le samedi 3 décembre 2011, après 548 matchs de Série A disputés, Zanetti reçoit le premier carton rouge de sa carrière en Italie, lors d'une défaite contre l'Udinese.
Le 10 mars 2013, il dispute son 600e match de Serie A contre Bologne, que les lombards perdent 1-0.
Le 28 avril 2013, Javier Zanetti est remplacé à la dix-septième minute du match opposant l'Inter de Milan à Palerme. Le capitaine nerazzurro grimace et laisse présager quelque chose de grave. Le verdict tombe peu après, c'est une rupture du tendon d'achille. À 39 ans, il s'agit de la première grave blessure de Zanetti en 18 ans de carrière. Alors que certains voient en cet incident la fin de sa carrière, lui-même se veut rassurant sur son état de santé, assurant devoir simplement "changer les pneus après avoir parcouru tant de kilomètres" et qu'il "reviendra plus fort". Cet incident aura néanmoins touché tout le monde du football, le joueur étant très apprécié pour son fair-play et sa fidélité légendaires. De grands joueurs passés et présents comme Roberto Baggio, Marco Di Vaio, Giuseppe Rossi ou Francesco Totti lui apportent leur soutien et lui souhaitent de revenir rapidement, au même titre que ses anciens coachs José Mourinho et Leonardo. Le mardi 30 avril 2013 est annoncé que son opération s'est déroulée avec succès, et que sa durée d'indisponibilité est évaluée à six mois.
L'Inter finit finalement la saison sans son capitaine et termine à la 9e place, son pire classement depuis 1994. Puis après une bonne saison avec l'Inter, il annonce le 7 mai 2014, qu'il va prendre sa retraite à la fin de la saison. Le 10 mai 2014, il joue son dernier match avec l'Inter à San Siro. Il joue une dernière fois pour l'Inter le 18 mai 2014, sur la pelouse du Chievo Vérone lors de la dernière journée de la saison 2013-2014. Son équipe s'incline par deux buts à un ce jour-là.

### En équipe nationale (1994-2011)
Avec l'Argentine, Zanetti est sélectionné 145 fois. Il est le troisième joueur le plus capé de l’histoire derrière Javier Mascherano et Lionel Messi  au classement, qui ont joué 147 et 193 matchs.
Contrairement au grand nombre de trophées remportés avec l'Inter, il n'a jamais gagné de titres majeurs avec sa sélection, hormis une médaille d'or aux Jeux panaméricains de 1995.
Son parcours est notamment marqué par cinq finales perdues, dont trois contre le Brésil, en 2004 et en 2007 en Copa América, et en 2005 lors de la Coupe des confédérations.
Il fait ses débuts le 16 novembre 1994 contre le Chili. Il marque le premier but de sa carrière en sélection le 22 juin 1995 face à la Slovaquie en match amical, avant la Copa América.
À l'été 1996, Javier Zanetti est appelé à disputer les Jeux olympiques d’Atlanta. Titulaire tout le long du tournoi au poste de milieu droit, la sélection albiceleste de Daniel Passarella est défaite en finale par le Nigeria (3-2). Zanetti remporte la médaille d'argent.

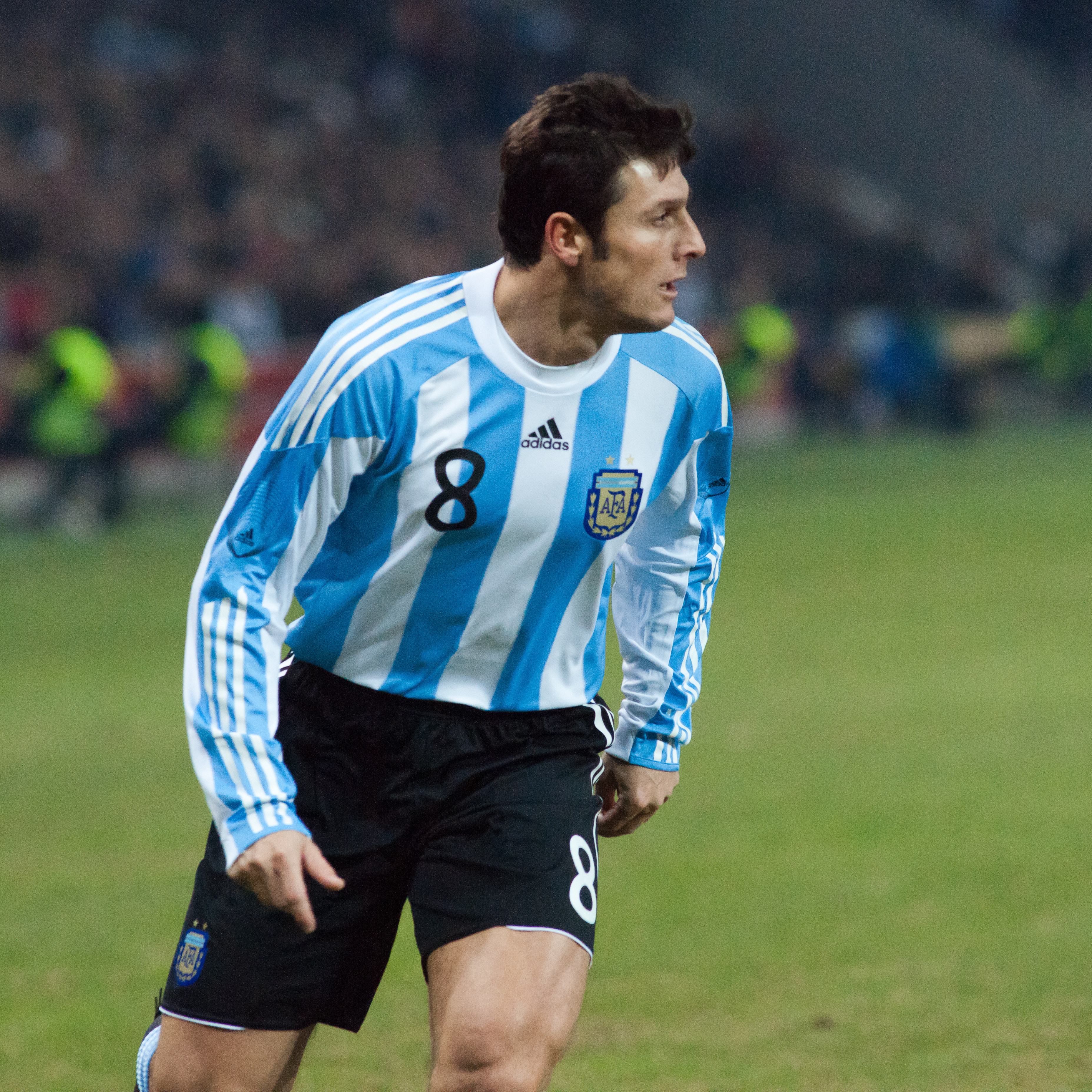
Zanetti avec l'Argentine contre le Portugal le 9 février 2011.

En 1999, il est expulsé pour la première fois de sa carrière contre la Colombie, toujours en Copa América.
Le 8 juin 2003, Zanetti marque un but lors de la victoire de l'Albiceleste contre le Japon. Les Argentins s'imposent par quatre buts à un.
Zanetti honore sa 100e sélection face au Mexique le 26 juin 2005 pour sa deuxième Coupe des confédérations, lors de l’édition de 2005 en Allemagne. À l'issue du tournoi, perdu en finale contre le Brésil, il devient le troisième joueur le plus capé des argentins (102) derrière Diego Simeone (106) et Roberto Ayala (107).
Lors de la Copa América 2007, que son équipe survole jusqu'à la finale, l'Argentine est écrasée lourdement (3-0) par les Brésiliens de Dunga.
Le 17 novembre 2007, avec le match de qualification pour la Coupe du monde 2010 contre la Bolivie (3-0) qui se déroule en Afrique du Sud, il devient le détenteur du record absolu de sélections avec l'équipe nationale d'Argentine, avec 116 sélections. Il devance ainsi son compatriote Roberto Ayala (115 sélections).
Il participe à deux Coupe du monde, la première en 1998 en France, où l'équipe d'argentine est défaite (1-2) par les Pays-Bas en 1/4 de finale, malgré un but de Zanetti du pied gauche sur une passe de Juan Sebastián Verón en huitièmes de finale contre l'Angleterre, après une combinaison sur coup franc.
En 2002, l'Argentine ne passe pas le premier tour de la Coupe du monde au Japon et en Corée du Sud.
Zanetti n'est pas appelé pour disputer la coupe du monde 2006 en Allemagne, à l'instar de Walter Samuel.
En 2010, Diego Maradona, désireux d'imposer sa marque de fabrique, ne le sélectionne pas non plus, au même titre que Lucho Gonzalez ou Esteban Cambiasso.
Le 7 septembre 2010, il fait son retour en sélection lors d'une rencontre amicale contre le champion du monde, l'Espagne, que l'Argentine écrase (4-1).
Il dispute sa quatrième Copa América en 2011, où l'Argentine qui joue à domicile est éliminé en 1/4 de finale contre l'Uruguay (1-1) a.p. (4 TAB 5).

## Statistiques

### Générales par saison
| Saison                | Club                  | Championnat           | Championnat | Championnat | Coupe(s) nationale(s) | Coupe(s) nationale(s) | Compétition(s) continentale(s) | Compétition(s) continentale(s) | Compétition(s) continentale(s) | Argentine | Argentine | Total | Total |
| Saison                | Club                  | Division              | M           | B           | M                     | B                     | C                              | M                              | B                              | M         | B         | M     | B     |
| --------------------- | --------------------- | --------------------- | ----------- | ----------- | --------------------- | --------------------- | ------------------------------ | ------------------------------ | ------------------------------ | --------- | --------- | ----- | ----- |
| 1992-1993             | CA Talleres (RE)      | Primera B             | 33          | 1           | -                     | -                     | -                              | -                              | -                              | -         | -         | 33    | 1     |
| Sous-total            | Sous-total            | Sous-total            | 33          | 1           | -                     | -                     | -                              | -                              | -                              | -         | -         | 33    | 1     |
| 1993-1994             | CA Banfield           | Primera División      | 37          | 1           | -                     | -                     | -                              | -                              | -                              | -         | -         | 37    | 1     |
| 1994-1995             | CA Banfield           | Primera División      | 29          | 3           | -                     | -                     | -                              | -                              | -                              | 12        | 1         | 41    | 4     |
| Sous-total            | Sous-total            | Sous-total            | 66          | 4           | -                     | -                     | -                              | -                              | -                              | 12        | 1         | 78    | 5     |
| 1995-1996             | Inter Milan           | Serie A               | 32          | 2           | 5                     | 0                     | C3                             | 2                              | 0                              | 9         | 0         | 48    | 2     |
| 1996-1997             | Inter Milan           | Serie A               | 33          | 3           | 5                     | 1                     | C3                             | 12                             | 0                              | 3         | 0         | 53    | 4     |
| 1997-1998             | Inter Milan           | Serie A               | 28          | 0           | 4                     | 0                     | C3                             | 9                              | 2                              | 13        | 2         | 54    | 4     |
| 1998-1999             | Inter Milan           | Serie A               | 34          | 3           | 7                     | 0                     | C1                             | 9                              | 1                              | 7         | 0         | 57    | 4     |
| 1999-2000             | Inter Milan           | Serie A               | 34          | 1           | 9                     | 1                     | -                              | -                              | -                              | 9         | 0         | 52    | 2     |
| 2000-2001             | Inter Milan           | Serie A               | 29          | 0           | 1                     | 0                     | C3                             | 4                              | 0                              | 6         | 0         | 40    | 0     |
| 2001-2002             | Inter Milan           | Serie A               | 33          | 0           | 1                     | 1                     | C3                             | 10                             | 1                              | 10        | 0         | 54    | 2     |
| 2002-2003             | Inter Milan           | Serie A               | 34          | 1           | 1                     | 0                     | C1                             | 18                             | 0                              | 4         | 1         | 57    | 2     |
| 2003-2004             | Inter Milan           | Serie A               | 34          | 0           | 5                     | 0                     | C1+C3                          | 12                             | 0                              | 15        | 0         | 66    | 0     |
| 2004-2005             | Inter Milan           | Serie A               | 35          | 0           | 3                     | 0                     | C1                             | 11                             | 0                              | 13        | 1         | 62    | 1     |
| 2005-2006             | Inter Milan           | Serie A               | 25          | 0           | 6                     | 0                     | C1                             | 8                              | 0                              | 1         | 0         | 40    | 0     |
| 2006-2007             | Inter Milan           | Serie A               | 37          | 1           | 5                     | 0                     | C1                             | 8                              | 0                              | 9         | 0         | 59    | 1     |
| 2007-2008             | Inter Milan           | Serie A               | 38          | 1           | 5                     | 0                     | C1                             | 8                              | 0                              | 11        | 0         | 62    | 1     |
| 2008-2009             | Inter Milan           | Serie A               | 38          | 0           | 5                     | 0                     | C1                             | 8                              | 0                              | 11        | 0         | 62    | 0     |
| 2009-2010             | Inter Milan           | Serie A               | 37          | 0           | 5                     | 0                     | C1                             | 13                             | 0                              | 3         | 0         | 58    | 0     |
| 2010-2011             | Inter Milan           | Serie A               | 35          | 0           | 6                     | 0                     | C1+SE+CM                       | 11                             | 2                              | 9         | 0         | 61    | 2     |
| 2011-2012             | Inter Milan           | Serie A               | 34          | 0           | 3                     | 0                     | C1                             | 8                              | 0                              | -         | -         | 45    | 0     |
| 2012-2013             | Inter Milan           | Serie A               | 33          | 0           | 4                     | 0                     | C3                             | 11                             | 0                              | -         | -         | 48    | 0     |
| 2013-2014             | Inter Milan           | Serie A               | 12          | 0           | 1                     | 0                     | -                              | -                              | -                              | -         | -         | 13    | 0     |
| Sous-total            | Sous-total            | Sous-total            | 615         | 12          | 81                    | 3                     | -                              | 162                            | 6                              | 133       | 4         | 991   | 25    |
| Total sur la carrière | Total sur la carrière | Total sur la carrière | 714         | 17          | 81                    | 3                     | -                              | 162                            | 6                              | 145       | 5         | 1102  | 31    |

### En sélection nationale
| Saison                | Sélection             | Phases finales                                    | Phases finales | Phases finales | Phases finales | Éliminatoires CDM | Éliminatoires CDM | Éliminatoires CDM | Matchs amicaux | Matchs amicaux | Matchs amicaux | Total | Total | Total |
| Saison                | Sélection             | Compétition                                       | M              | B              | Pd             | M                 | B                 | Pd                | M              | B              | Pd             | M     | B     | Pd    |
| --------------------- | --------------------- | ------------------------------------------------- | -------------- | -------------- | -------------- | ----------------- | ----------------- | ----------------- | -------------- | -------------- | -------------- | ----- | ----- | ----- |
| 1994-1995             | Argentine             | Coupe des confédérations 1995 + Copa América 1995 | 3+3            | 0              | 0              | -                 | -                 | -                 | 9              | 1              | 0              | 15    | 1     | 0     |
| 1995-1996             | Argentine             | -                                                 | -              | -              | -              | 3                 | 0                 | 0                 | 4              | 0              | 0              | 7     | 0     | 0     |
| 1996-1997             | Argentine             | Copa América 1997                                 | -              | -              | -              | 4                 | 0                 | 0                 | -              | -              | -              | 4     | 0     | 0     |
| 1997-1998             | Argentine             | Coupe du monde 1998                               | 5              | 1              | 0              | 2                 | 1                 | 0                 | 4              | 0              | 0              | 11    | 2     | 0     |
| 1998-1999             | Argentine             | Copa América 1999                                 | 3              | 0              | 0              | -                 | -                 | -                 | 4              | 0              | 0              | 7     | 0     | 0     |
| 1999-2000             | Argentine             | -                                                 | -              | -              | -              | 6                 | 0                 | 1                 | 5              | 0              | 0              | 11    | 0     | 1     |
| 2000-2001             | Argentine             | -                                                 | -              | -              | -              | 3                 | 0                 | 0                 | 1              | 0              | 0              | 4     | 0     | 0     |
| 2001-2002             | Argentine             | Coupe du monde 2002                               | 3              | 0              | 0              | 5                 | 0                 | 0                 | 2              | 0              | 0              | 10    | 0     | 0     |
| 2002-2003             | Argentine             | -                                                 | -              | -              | -              | -                 | -                 | -                 | 4              | 1              | 1              | 4     | 1     | 1     |
| 2003-2004             | Argentine             | Copa América 2004                                 | 6              | 0              | 0              | 5                 | 0                 | 1                 | 4              | 0              | 0              | 15    | 0     | 1     |
| 2004-2005             | Argentine             | Coupe des confédérations 2005                     | 5              | 0              | 0              | 7                 | 1                 | 0                 | 1              | 0              | 0              | 13    | 1     | 0     |
| 2005-2006             | Argentine             | Coupe du monde 2006                               | -              | -              | -              | -                 | -                 | -                 | 1              | 0              | 0              | 1     | 0     | 0     |
| 2006-2007             | Argentine             | Copa América 2007                                 | 6              | 0              | 1              | -                 | -                 | -                 | 3              | 0              | 1              | 9     | 0     | 2     |
| 2007-2008             | Argentine             | -                                                 | -              | -              | -              | 6                 | 0                 | 0                 | 5              | 0              | 0              | 11    | 0     | 0     |
| 2008-2009             | Argentine             | -                                                 | -              | -              | -              | 8                 | 0                 | 0                 | 3              | 0              | 0              | 11    | 0     | 0     |
| 2009-2010             | Argentine             | Coupe du monde 2010                               | -              | -              | -              | 2                 | 0                 | 0                 | 1              | 0              | 0              | 3     | 0     | 0     |
| 2010-2011             | Argentine             | Copa América 2011                                 | 4              | 0              | 0              | -                 | -                 | -                 | 5              | 0              | 0              | 9     | 0     | 0     |
| Total sur la carrière | Total sur la carrière | Total sur la carrière                             | 38             | 1              | 1              | 51                | 2                 | 2                 | 56             | 2              | 2              | 145   | 5     | 5     |

### Buts internationaux
| Buts en sélection de Javier Zanetti | Buts en sélection de Javier Zanetti | Buts en sélection de Javier Zanetti    | Buts en sélection de Javier Zanetti | Buts en sélection de Javier Zanetti | Buts en sélection de Javier Zanetti     |
| #                                   | Date                                | Lieu                                   | Adversaire                          | Résultats                           | Compétitions                            |
| ----------------------------------- | ----------------------------------- | -------------------------------------- | ----------------------------------- | ----------------------------------- | --------------------------------------- |
| 1                                   | 22 juin 1995                        | Estadio Malvinas Argentinas, Mendoza   | Slovaquie                           | 6-0                                 | Match amical                            |
| 2                                   | 14 mai 1998                         | Estadio Mario Alberto Kempes, Córdoba  | Bosnie-Herzégovine                  | 5-0                                 | Match amical                            |
| 3                                   | 30 juin 1998                        | Stade Geoffroy-Guichard, Saint-Étienne | Angleterre                          | 2-2 a.p. 4-3 t.a.b.                 | Coupe du monde 1998                     |
| 4                                   | 8 juin 2003                         | Nagai Stadium, Osaka                   | Japon                               | 4-1                                 | Match amical                            |
| 5                                   | 9 octobre 2004                      | Estadio Monumental, Buenos Aires       | Uruguay                             | 4-2                                 | Éliminatoires de la Coupe du monde 2006 |

## Palmarès

### Inter Milan
- Vainqueur Ligue des champions (1) : 2010
- Vainqueur Coupe de l'UEFA (1) : 1998
- Vainqueur Coupe du monde des clubs (1) : 2010
- Champion d'Italie (5) : 2006, 2007, 2008, 2009 et 2010
- Vainqueur Coupe d'Italie (4) : 2005, 2006, 2010 et 2011
- Vainqueur Supercoupe d'Italie (4) : 2005, 2006, 2008 et 2010
- Finaliste de la Coupe de l'UEFA en 1997
- Finaliste de la Supercoupe d'Europe en 2010
- Finaliste de la Coupe d'Italie en 2000, 2007 et 2008
- Vice-champion d'Italie en 1998, 2003 et 2011

Javier Zanetti a remporté presque tout ce qu'il est possible de gagner en club. La saison 2009-2010 est la plus aboutie de sa carrière, durant laquelle il remporte cinq compétitions.

### Argentine
- Médaille d'or aux Jeux panaméricains de 1995
- Médaille d'argent aux Jeux olympiques de 1996
- Finaliste de la Copa América en 2004 et 2007
- Finaliste de la Coupe des confédérations en 1995 et 2005

En 2004, Zanetti refuse la convocation pour disputer les Jeux olympiques d'Athènes, gagnée (1-0) par son équipe face au Paraguay, pour s'entraîner avec l'Inter Milan.
En 2008, Zanetti n'est pas appelé pour disputer le tournoi des Jeux olympiques de Pékin, que l'Argentine remporte (1-0) face au Nigeria en finale.

### Distinctions personnelles
- Membre du FIFA 100 (125 meilleurs footballeurs vivants) de Pelé en 2004

### Records
- Plus grand nombre de matchs disputés avec l'Inter, record de Giuseppe Bergomi (757) dépassé le 20 septembre 2011[29]
- Record de matchs d'affilée disputés en Série A, 137
- Record de matchs de coupe d'Europe disputés avec l'Inter, 160
- 46 apparitions dans le derby de la Madonnina
- Plus grand nombre de matchs disputés en Série A pour un joueur étranger, 4e au classement total derrière Paolo Maldini, Gianluigi Buffon et Francesco Totti
- Plus ancien joueur de l'Inter à marquer un but en Ligue des champions de l'UEFA, 37 ans et 71 jours

## Citations
- Giuseppe Bergomi :

« Lorsqu'il est arrivé à l'Inter, tout le monde parlait de Rambert et pas vraiment de Zanetti. Mais on a vite vu, dès les premiers entraînements, qu'il était le meilleur, et il l'a confirmé. Ce qu'il a de spécial, c'est que c'est un gars sérieux qui s'entraîne bien tous les jours. C'est un grand professionnel. Dame Nature l'a doté d'un corps solide, il est physiquement très fort. Zanetti était la bonne personne pour prendre le brassard après moi, et il a fait du bon boulot ».
- José Mourinho :

« C’est une force de la nature, ils ont dû se tromper sur sa date de naissance sur son passeport ».
- Andrea Stramaccioni :

« Il faudrait trouver un moyen de cloner notre capitaine. Il n’est pas humain, c’est un homme bionique ».
- Francesco Totti, à la suite de sa blessure au printemps 2013 :

« Eh, oh, Javier, ne fais pas le con. Je te préviens, je t'attends pour le prochain Roma-Inter. Le fanion des équipes, de toute façon, je ne peux l'échanger qu'avec toi. »

## Vie privée
- « L’harmonie de mon foyer, avec une belle famille, me permet de ne penser qu’au football. »

Durant ses années en Argentine, il rencontre Paula De La Fuente, une jeune photographe amateur, qui devient plus tard sa femme. Il raconte qu'à son arrivée en Italie, il passait des heures au téléphone avec elle à la cabine téléphonique du coin.
En 2001, Javier Zanetti et sa femme créent la Fondation PUPI, une organisation d'intervention auprès de la jeunesse des quartiers défavorisés, dont le siège social se situe à Remedios de Escalada, près de Buenos Aires en Argentine.
Son premier enfant, la petite Sol, naît en 2005, puis viennent au monde Ignacio en 2008 et Thomas en 2012.
En 2011, il perd sa mère, qui décède dans la soirée de la victoire de l'Inter face à Palerme en finale de la Coupe d'Italie.